# Valfitz
Valfitz è una località del comune tedesco di Kuhfelde, nella Sassonia-Anhalt.

Conta (2006) 151 abitanti.

## Storia
Valfitz costituì un comune autonomo fino al 1º luglio 2009.